# Балкански шаховничар
Балкански шаховничар (лат. Melanargia larissa) врста је лептира из породице шаренаца (лат. Nymphalidае). Спада у категорију угрожених и заштићених врста дневних лептира. У Црвеној је књизи Србије и заштићена је Законом о заштити природе

## Опис врсте
На локалитетима где се јавља уме да буде чест, при чему га по светлијој боји можете препознати још у лету. Шаре, боја и изглед окаца су карактеристични.
- Melanargia larissa ♂
- Melanargia larissa ♂  △
- Melanargia larissa  ♀
- Melanargia larissa  ♀ △

## Распрострањење и станиште
У нашим крајевима је знатно ређи од шаховничара и среће се увек локално, на изразито топлим, сувим, травнатим и жбунастим стаништима. У Европи живи искључиво на Балканском полуострву.

## Биљке хранитељке
Траве.